# هنري س. ماكدويل جونيور
هنري س. ماكدويل جونيور (بالإنجليزية: Henry C. McDowell, Jr.)‏ هو محامي وقاضي أمريكي، ولد في 24 أغسطس 1861 في لويفيل في الولايات المتحدة، وتوفي في 8 أكتوبر 1933 في ليكسينغتون في الولايات المتحدة.